# 夢唄 (漫画家)
夢唄（ゆめうた）は、日本の漫画家、イラストレーター。男性。

## 主な作品

### 漫画
- ケロロ軍曹4コマ漫画「ケロロといっしょ。」（原作：吉崎観音、角川書店刊『ケロロランド』掲載）
- ケロロ軍曹特別訓練☆戦国ラン星大バトル!（原作漫画：吉崎観音、角川書店刊『ケロケロエース』連載、全3巻）
- バカとテストと召喚獣（原作：井上堅二・キャラクター原案：葉賀ユイ・共作：まったくモー助、角川書店刊『月刊少年エース』連載）ネーム、背景担当
- けものみち（原作：暁なつめ・共作：まったくモー助、角川書店刊『月刊少年エース』連載、全14巻）